# Dynoides indicus
Dynoides indicus is een pissebed uit de familie Sphaeromatidae. De wetenschappelijke naam van de soort is voor het eerst geldig gepubliceerd in 1991 door Müller.